# Andrea Amati (arrangiatore)
Andrea Amati (Roma, 19 maggio 1963) è un compositore, arrangiatore e editore italiano.
Ha scritto ed arrangiato canzoni per noti artisti italiani e brani presenti su diversi film.

## Biografia

### Inizi
Inizia l'attività nei primi anni '80 facendo gavetta ed esperienza in diversi studi di registrazione di Roma. Sin da subito comincia a comporre e realizzare brani di library music per Rai, Fonit Cetra ed RCA/BMG. Negli anni successivi inizia un sodalizio artistico e tecnico con suo fratello Paolo Amati, anche lui musicista, compositore ed arrangiatore. Tale sodalizio li porterà a comporre ed arrangiare brani per molti artisti italiani ed internazionali.

### Lavori con Gianni Morandi
Nel 1993 incontra Gianni Morandi ed in qualità di bassista e responsabile della band parte nel tour Morandi Morandi . Nel 1995, sempre per Gianni Morandi ed insieme al fratello Paolo e a Biagio Antonacci, scrive due note canzoni di quell'anno: Giovane amante mia e La regina dell'ultimo tango. Nel 1997, ancora per Morandi, scrive insieme al fratello Paolo e a Jimmy Villotti il brano Gli occhi tuoi davanti ai miei, presente nell’album Celeste, azzurro e blu. Nel 1999, sempre insieme al fratello Paolo, arrangia una parte parte dell'album 30 volte Morandi, rivisitazione di alcuni fra i più noti brani di Morandi. Il CD contiene anche l'inedito Canzone libera, scritto da Eros Ramazzotti e Vento, duetto interpretato da Morandi e dal soprano francese Emma Shapplin, entrambi arrangiati e mixati da Andrea e Paolo Amati. Inoltre compone, sempre insieme al fratello Paolo e a Jimmy Villotti, il brano Tu mi volevi bene, presente nell'album ed uscito anche come CD single.

### Produzioni, composizioni ed arrangiamenti per altri interpreti
Nel 1988 arrangia per la RCA Italiana Sulla punta della lingua, album d'esordio del cantautore brindisino Bungaro per il quale nel 1990 arrangia diversi brani dell'album Cantare fa più bene e scrive il testo del brano Stress presente in quell'album. Sempre in quell'anno arrangia per la Fonit Cetra Il Deltaplano, brano di punta dell'album Piccole Danze di Flavia Fortunato e sigla della trasmissione TV Buona fortuna estate, da lei presentata . Nel 1992 arrangia il brano La mia Preghiera con cui il cantante Pupo partecipa al Festival di Sanremo 1992 al posto della squalificata Jo Squillo usando il suo vero nome, ossia Enzo Ghinazzi. Nello stesso anno arrangia i due brani di punta dell'album di Bungaro intitolato Ci perdiamo in tanti. I due brani sono Credo e Chissà se cambierà, quest'ultimo cantato in duo con Gianni Morandi. Nel 1995 compone insieme ad altri autori per Barbara Cola il brano intitolato Sconosciuto Amore, presente nell'album di esordio dell'interprete bolognese. Nel 1998, sempre insieme al fratello Paolo, scrive ed arrangia per i Percentonetto il brano intitolato Come il Sole. Il brano partecipa al Festival di Sanremo dello stesso anno piazzandosi quinto nelle nuove proposte. Nel 2001 produce la canzone Gli Occhi di Alessia Merz per il cantautore romano Alberto Donatelli. Nel 2003, per la cantante Alina, partecipante al Festival di Sanremo di quell’anno, scrive Vola in alto, brano presente nell’album intitolato Il mondo di Alina. Nel 2019, per Veronica Ventavoli, artista nota per la sua partecipazione a Sanremo 2005, scrive e produce il brano Francesco non lo sa. Nel 2021, sempre per Veronica Ventavoli, scrive e produce il singolo Gesso o Matita.

### Lavori di Italo Disco anni '90
Nel 1995 produce ed arrangia per la ExEx Records i brani Knights-Of-Love di Evo e Stop Burning di U.F.O. Featuring Dr. Straker e per la Zac Records i brani Far Away di France ed Eclipse of Reality dei Syx 3. Successivamente produce ed arrangia per la D-Boy Records di Digital Boy il brano "Feeling Your Love" di Rhio.

### Lavori per il cinema
Nel 2007 compone insieme a Bruno Zambrini, ed interpreta, il brano Quiereme per il film Natale in crociera. Nel 2011, sempre insieme al fratello Paolo arrangia la cover di Dolce vita di Ryan Paris, e il DJ Bob Sinclar ne farà un remix presente nella colonna sonora del film Vacanze di Natale a Cortina. Nello stesso anno compone insieme ad altri autori il brano Senti il Sentimento presente nella colonna sonora del film Nessuno mi può Giudicare . L'anno successivo è presente nella colonna sonora del film È nata una star? con un arrangiamento/rivisitazione della cover del brano Hot And Bothered di Duke Ellington. Nel 2018 compone e produce il brano Beat Up presente nel primo episodio della prima stagione della serie tv Baby trasmessa su Netflix. Nel 2020, insieme al maestro Bruno Zambrini, Paolo Amati e a Marco Adami compone ed arrangia Cose infinite per il film di Fausto Brizzi, La mia banda suona il pop.